# Vjatszkije Poljani-i járás

A Vjatszkije Poljani-i járás a Kirovi területen

A Vjatszkije Poljani-i járás (oroszul Вятскополянский район, tatár nyelven Нократ Аланы районы) Oroszország egyik járása a Kirovi területen. Székhelye Vjatszkije Poljani.
A járás további települései közül Szosznovka hajógyáráról, Krasznaja Poljana faiparáról híres.

## Népesség
- 1989-ben 38 451 lakosa volt.
- 2002-ben 34 044 lakosa volt, melynek 64,2%-a orosz, 25%-a tatár, 4%-a mari, 4%-a udmurt, 0,6%-a ukrán, 0,2%-a fehérorosz.
- 2010-ben 30 659 lakosa volt, melyből 17 382 orosz, 10 266 tatár, 1 277 udmurt, 541 mari, 130 cigány, 120 ukrán.